# Де Зеув, Деми
Де́ми Па́трик Рене́ де Зе́ув (нидерл. Demy Patrick René de Zeeuw, МФА: [ˈdeːmi də ˈzeːu̯]); род. 26 мая 1983[…], Апелдорн, Гелдерланд) — нидерландский футболист, опорный полузащитник.

## Карьера

### «Гоу Эхед Иглз»
Деми начал в свою карьеру в команде АГОВВ. Вскоре он был замечен «Гоу Эхед Иглз», которые его и подписали.

### АЗ
Де Зеув был в составе сборной Нидерландов на молодёжном чемпионате Европы 2006, которая выиграла этот турнир. В августе 2006 года он был куплен АЗ за €100 000, несмотря на интерес со стороны «Гронингена». С АЗ де Зеув подписал четырёхлетний контракт.

### «Аякс»
После около трёх лет игры за АЗ Деми перешёл в «Аякс», в составе которого стал чемпионом Нидерландов.

### «Спартак» Москва
5 июля, после прохождения медицинского обследования, Де Зеув прилетел в Москву для подписания контракта со «Спартаком». 6 июля был подписан трёхлетний контракт. Сумма трансфера составила 6 млн евро. Дебютировал за команду в матче против грозненского «Терека» 7 августа 2011 года и был заменен на 79-й минуте матча. В матче с «Краснодаром» после передачи Эменике, забил гол. 23 мая 2012 года де Зеув должен был покинуть команду, он был близок к переходу в немецкий «Гамбург». Однако переход не состоялся. 26 сентября 2012 года, в Кубке России, забил первой гол в сезоне, поразив ворота «Салюта», что позволило «Спартаку» выйти в следующий раунд.

### «Андерлехт»
22 января 2013 года де Зеув был отдан в аренду бельгийскому клубу «Андерлехту» с правом дальнейшего выкупа. В своём интервью Деми заявил, что испытал облегчение, покинув Россию. 5 июля 2013 года аренда была продлена до июля 2014 года. После окончания аренды де Зеув покинул команду. Вместе с окончанием аренды истек и срок действия его контракта с «красно-белыми».

### НАК Бреда
C июля 2014 года де Зеув был свободным агентом и даже искал новый клуб в социальной сети LinkedIn. 8 февраля 2015 года де Зеув подписал любительский контракт до конца сезона с клубом НАК Бреда. Согласно контракту, он не мог принимать участия в официальных матчах. 10 февраля Деми подписал с клубом полноценное соглашение. В дебютном матче против АДО он забил два гола, но его команда в гостях проиграла со счётом 3:2.
В октябре 2016 года де Зеув объявил о завершении карьеры.

## Национальная сборная
В 2006 году де Зеув выиграл в составе молодёжной сборной чемпионат Европы, где являлся игроком основного состава и одним из лидеров команды.
За хорошую игру в АЗ Деми был привлечён в национальную сборную Нидерландов на отборочный матч к Евро 2008 против сборной Словении 28 марта 2007 года.
В сборной де Зеув имел нескольких конкурентов: Орландо Энгелар, Марк ван Боммел и Найджел Де Йонг.

## Личная жизнь
Де Зеув не женат. Встречается с девушкой по имени Даниэль. В апреле 2014 года у них родилась девочка, которую назвали Роки.
В 2011 году Деми был признан самым модным футболистом года в Нидерландах. В том же году он, вместе с футболистами Кеннетом Пересом, Рональдом де Буром и гимнастом Джеффри Ваммесом снялся в фотосессии для журнала L′Homo, таким образом выражая протест против дискриминации геев в обществе; в том же издании он дал интервью, в котором сказал, что его часто принимают за гея, хотя сам он таковым не является.

## Достижения

### С клубом
АЗ
- Чемпион Нидерландов: 2008/09

«Аякс»
- Чемпион Нидерландов: 2010/11
- Обладатель Кубка Нидерландов: 2009/10

«Спартак» (Москва)
- Серебряный призёр чемпионата России: 2012

«Андерлехт»
- Чемпион Бельгии (2): 2012/13, 2013/14
- Обладатель Суперкубка Бельгии : 2013

### Награды за сборную
- Серебряный призёр Чемпионата мира 2010

## Статистика выступлений

### Клубная карьера
| Клуб             | Сезон            | Чемпионат | Чемпионат | Плей-офф чемпионата | Плей-офф чемпионата | Кубки | Кубки | Суперкубок | Суперкубок | Европейские кубки | Европейские кубки | Итого | Итого |
| Клуб             | Сезон            | Игры      | Голы      | Игры                | Голы                | Игры  | Голы  | Игры       | Голы       | Игры              | Голы              | Игры  | Голы  |
| ---------------- | ---------------- | --------- | --------- | ------------------- | ------------------- | ----- | ----- | ---------- | ---------- | ----------------- | ----------------- | ----- | ----- |
| Гоу Эхед Иглз    | 2001/02          | 3         | 0         | —                   | —                   | 0     | 0     | —          | —          | —                 | —                 | 3     | 0     |
| Гоу Эхед Иглз    | 2002/03          | 10        | 1         | 0                   | 0                   | 1     | 0     | —          | —          | —                 | —                 | 11    | 1     |
| Гоу Эхед Иглз    | 2003/04          | 18        | 3         | —                   | —                   | 1     | 0     | —          | —          | —                 | —                 | 19    | 3     |
| Гоу Эхед Иглз    | 2004/05          | 34        | 3         | —                   | —                   | 4     | 1     | —          | —          | —                 | —                 | 38    | 4     |
| Гоу Эхед Иглз    | Итого            | 65        | 7         | 0                   | 0                   | 6     | 1     | —          | —          | —                 | —                 | 71    | 8     |
| АЗ               | 2005/06          | 26        | 1         | 0                   | 0                   | 3     | 0     | —          | —          | 4                 | 0                 | 33    | 1     |
| АЗ               | 2006/07          | 32        | 5         | 4                   | 0                   | 6     | 2     | —          | —          | 11                | 2                 | 53    | 9     |
| АЗ               | 2007/08          | 31        | 6         | —                   | —                   | 1     | 0     | —          | —          | 5                 | 1                 | 37    | 7     |
| АЗ               | 2008/09          | 30        | 3         | —                   | —                   | 4     | 0     | —          | —          | —                 | —                 | 34    | 3     |
| АЗ               | Итого            | 119       | 15        | 4                   | 0                   | 14    | 2     | —          | —          | 20                | 3                 | 157   | 20    |
| Аякс             | 2009/10          | 32        | 7         | —                   | —                   | 6     | 3     | —          | —          | 10                | 1                 | 48    | 11    |
| Аякс             | 2010/11          | 27        | 1         | —                   | —                   | 6     | 2     | 1          | 0          | 13                | 2                 | 47    | 5     |
| Аякс             | Итого            | 59        | 8         | —                   | —                   | 12    | 5     | 1          | 0          | 23                | 3                 | 95    | 16    |
| Спартак          | 2011/12          | 13        | 2         | —                   | —                   | 1     | 0     | —          | —          | 2                 | 0                 | 16    | 2     |
| Спартак          | 2012/13          | 12        | 0         | —                   | —                   | 2     | 1     | —          | —          | 3                 | 0                 | 17    | 1     |
| Спартак          | Итого            | 25        | 2         | —                   | —                   | 3     | 1     | —          | —          | 5                 | 0                 | 33    | 3     |
| Андерлехт        | 2012/13          | 12        | 2         | —                   | —                   | 0     | 0     | —          | —          | 0                 | 0                 | 12    | 2     |
| Андерлехт        | Итого            | 12        | 2         | —                   | —                   | 0     | 0     | —          | —          | 0                 | 0                 | 12    | 2     |
| Всего за карьеру | Всего за карьеру | 280       | 34        | 4                   | 0                   | 35    | 9     | 1          | 0          | 48                | 6                 | 368   | 49    |

(откорректировано по состоянию на 5 июля 2013 года)

### Матчи Де Зеува за сборную Нидерландов
| Матчи Де Зеува за сборную Нидерландов | Матчи Де Зеува за сборную Нидерландов | Матчи Де Зеува за сборную Нидерландов | Матчи Де Зеува за сборную Нидерландов | Матчи Де Зеува за сборную Нидерландов | Матчи Де Зеува за сборную Нидерландов |
| ------------------------------------- | ------------------------------------- | ------------------------------------- | ------------------------------------- | ------------------------------------- | ------------------------------------- |
| №                                     | Дата                                  | Оппонент                              | Счёт                                  | Голы Де Зеува                         | Соревнование                          |
| 1                                     | 28 марта 2007                         | Словения                              | 1:0                                   | —                                     | Чемпионат Европы 2008 (отбор)         |
| 2                                     | 2 июня 2007                           | Республика Корея                      | 2:0                                   | —                                     | Товарищеский матч                     |
| 3                                     | 6 июня 2007                           | Таиланд                               | 3:1                                   | —                                     | Товарищеский матч                     |
| 4                                     | 22 августа 2007                       | Швейцария                             | 1:2                                   | —                                     | Товарищеский матч                     |
| 5                                     | 8 сентября 2007                       | Болгария                              | 2:0                                   | —                                     | Чемпионат Европы 2008 (отбор)         |
| 6                                     | 12 сентября 2007                      | Албания                               | 1:0                                   | —                                     | Чемпионат Европы 2008 (отбор)         |
| 7                                     | 13 октября 2007                       | Румыния                               | 0:1                                   | —                                     | Чемпионат Европы 2008 (отбор)         |
| 8                                     | 17 октября 2007                       | Словения                              | 2:0                                   | —                                     | Чемпионат Европы 2008 (отбор)         |
| 9                                     | 17 ноября 2007                        | Люксембург                            | 1:0                                   | —                                     | Чемпионат Европы 2008 (отбор)         |
| 10                                    | 21 ноября 2007                        | Беларусь                              | 1:2                                   | —                                     | Чемпионат Европы 2008 (отбор)         |
| 11                                    | 6 февраля 2008                        | Хорватия                              | 3:0                                   | —                                     | Товарищеский матч                     |
| 12                                    | 26 марта 2008                         | Австрия                               | 4:3                                   | —                                     | Товарищеский матч                     |
| 13                                    | 24 мая 2008                           | Украина                               | 3:0                                   | —                                     | Товарищеский матч                     |
| 14                                    | 29 мая 2008                           | Дания                                 | 1:1                                   | —                                     | Товарищеский матч                     |
| 15                                    | 1 июня 2008                           | Уэльс                                 | 2:0                                   | —                                     | Товарищеский матч                     |
| 16                                    | 17 июня 2008                          | Румыния                               | 2:0                                   | —                                     | Чемпионат Европы 2008                 |
| 17                                    | 20 августа 2008                       | Россия                                | 1:1                                   | —                                     | Товарищеский матч                     |
| 18                                    | 11 октября 2008                       | Исландия                              | 2:0                                   | —                                     | Чемпионат мира 2010 (отбор)           |
| 19                                    | 15 октября 2008                       | Норвегия                              | 1:0                                   | —                                     | Чемпионат мира 2010 (отбор)           |
| 20                                    | 19 ноября 2008                        | Швеция                                | 3:1                                   | —                                     | Товарищеский матч                     |
| 21                                    | 5 сентября 2009                       | Япония                                | 3:0                                   | —                                     | Товарищеский матч                     |
| 22                                    | 9 сентября 2009                       | Шотландия                             | 1:0                                   | —                                     | Чемпионат мира 2010 (отбор)           |
| 23                                    | 10 октября 2009                       | Австралия                             | 0:0                                   | —                                     | Товарищеский матч                     |
| 24                                    | 26 мая 2010                           | Мексика                               | 2:1                                   | —                                     | Товарищеский матч                     |
| 25                                    | 5 июня 2010                           | Венгрия                               | 6:1                                   | —                                     | Товарищеский матч                     |
| 26                                    | 14 июня 2010                          | Дания                                 | 2:0                                   | —                                     | Чемпионат мира 2010                   |
| 27                                    | 6 июля 2010                           | Уругвай                               | 3:2                                   | —                                     | Чемпионат мира 2010                   |

Итого: 27 матчей / 0 голов; 21 победа, 3 ничьи, 3 поражения.